# مدرسة الشرطة (قسنطينة)
مدرسة الشرطة بقسنطينة أو مدرسة الشرطة عمار جفال هي أحد مراكز تكوين الشرطة الجزائرية، تم إنشائها سنة 1998 لتلبية الحاجيات التكوينية للشرطة الجزائرية.
تتوفر المدرسة على عدة مرافق منها مكتبة ونادي للطلبة وآخر للطالبات وجناحين بطاقة 450 سرير وعيادة طبية،

## التكوين
تخرج من المدرسة منذ إنشائها الآف الطلبة بعد تلقيهم تدريباً صارماً وتكويناً بيداغوجياً.
التدريب البدني في:
1. مادة الرمي
2. فنون الدفاع عن الذات
3. الرياضات القتالية
4. مسلك المقاتل

التكوين البيداغوجي:
1. مادة المناجمنت
2. مادة تسيير الموارد
3. مادة الإعلام الآلي و تسيير النظام العمومي
4. مادة التحرير الإداري
5. مادة تقنيات الحماية
6. مادة التقرب
7. مادة اللغة الإنجليزية.

## مدراء مدرسة قسنطينة
تداول على إدارة المدرسة التطبيقية للشرطة بالصومعة عدة إطارات مند إنشائها:
- عميد أول للشرطة بودلواج محمد الشريف 2016[4]

## دفعات الضباط
| رقم الدفعة | تاريخ التخرج | الرتب                        | مدة التكوين | المشرف على التخرج                    | اسم الدفعة |
| ---------- | ------------ | ---------------------------- | ----------- | ------------------------------------ | ---------- |
| 5          | 27 ماي 2016  | 246 ملازم أول (منهم 79 إناث) | سنتين       | م.م العميد الأول بودلواش محمد الشريف |            |
| 4          |              |                              |             |                                      |            |
| 3          |              |                              |             |                                      |            |
| 2          |              |                              |             |                                      |            |
| 1          |              |                              |             |                                      |            |